# 小山助学館
株式会社小山助学館（こやまじょがくかん）は、徳島県徳島市に本社を置く書店である。
官報や郷土書も取り扱っている。

## 概要
- 1906年（明治39年） - 小山東洋によって創業。徳島県内を中心に書店チェーンを展開している。
- 2010年（平成22年） - 創業者・小山東洋が創業時に出版した「徳島市街詳地図」を復刻[2]。
- 2015年（平成27年） - 徳島駅前再開発に伴い、本店は一番町から万代町に移転[3]。

## 営業所

### 現店舗
2020年10月現在。
- 本店
  - 徳島県徳島市万代町6丁目41番地4[3]

### 旧店舗
- 三加茂店(2020年閉店)
  - 徳島県三好郡東みよし町加茂1912-3

- 旧本店
  - 徳島県徳島市一番町3丁目22番地2
- バイパス店
  - 徳島県徳島市沖浜東1丁目8
- 上板店
  - 徳島県板野郡上板町西分カヤノ16-1
- 鳴門店

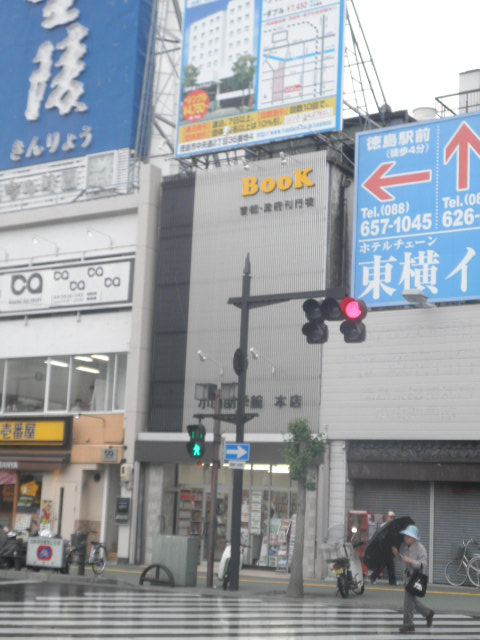
旧本店

  - 徳島県鳴門市撫養町小桑島前浜19（2016年3月1日より休業）[5]
- 福島店
  - 徳島県徳島市福島2丁目2（2016年4月24日に閉店）[6]
- 鮎喰店
  - 徳島県徳島市鮎喰町1丁目42-3
- 国府店
  - 徳島県徳島市国府町井戸字堂ノ裏38-5
- 石井店
  - 徳島県名西郡石井町高川原字高川原2409-4